# Martin Pulpit
Martin Pulpit (ur. 29 stycznia 1967 w Pradze) – czeski były piłkarz i trener piłkarski.

## Kariera piłkarska i trenerska
Jako junior Pulpit trenował w stołecznych klubach SK Horní Měcholupy (z dzielnicy Pragi o tej samej nazwie), Bohemians 1905 i Viktoria Žižkov. Po osiągnięciu wieku seniora występował w Kompresorach Prosek, Spolanie Neratovice, 	Slavoju Vyšehrad i Bohemians.
W wieku 18 lat rozpoczął pracę trenera piłkarskiego za namową byłego wieloletniego zawodnika Sparty Praga, Václava Vrány. Przez kolejną dekadę trenował zespoły młodzieżowe, zanim w 1995 objął trzecioligowy Pelikán Děčín. 
W sezonie 2004/2005 prowadzona przez niego Viktoria Pilzno awansowała do czeskiej ekstraklasy, jednak przed końcem sezonu Pulpit rozwiązał kontrakt z klubem za porozumieniem stron z powodu słabych wyników. 5 sierpnia 2007 zadebiutował w ekstraklasie jako trener Sigmy Ołomuniec w przegranym 0:2 wyjazdowym meczu z Dynamem Czeskie Budziejowice w pierwszej kolejce sezonu 2007/2008.
W czerwcu 2009 Pulpit został dyrektorem sportowym klubu polskiej ekstraklasy, Odry Wodzisław Śląski. Wcześniej udziały w klubie przejęła czeska firma budowlana Rovina. 3 października 2009 poprowadził Odrę (w miejsce zwolnionego Ryszarda Wieczorka) w przegranym 1:3 meczu z Ruchem Chorzów na własnym stadionie. Po zaledwie trzech dniach pracy, Pulpita zastąpił Robert Moskal. Za kadencji Pulpita Odra sprowadziła m.in. Tomasa Radzinevičiusa, Rodrigo Moledo i Daniela Bueno – transfer tego ostatniego kosztował klub 183 tysiące euro w samych prowizjach menedżerskich. W listopadzie 2009 Pulpit odszedł z Odry, która na koniec sezonu 2009/2010 spadła z ekstraklasy, a w 2011 wycofała się z I ligi i zbankrutowała.
W sezonie 2010/11 awansował z Viktorią Žižkov do czeskiej ekstraklasy, sprowadzając do klubu m.in. Adama Mójtę z Odry Wodzisław Śląski. 23 listopada 2011 opuścił klub, który wiosną spadł do czeskiej II ligi. 
30 października 2012 został trenerem Baníka Ostrawa, jednak po utrzymaniu drużyny w ekstraklasie (14. miejsce w tabeli) klub nie skorzystał z opcji przedłużenia kontraktu. W lipcu 2015 objął drugoligowy arabski klub Al-Watani, w którym pracował do kwietnia 2016. 
W 2021 utrzymał w drugiej lidze beniaminka FK Blansko, jednak po zakończeniu sezonu klub z Moraw wycofał się z rozgrywek z powodu problemów finansowych. Od października 2021 do kwietnia 2022 był trenerem Viktorii Žižkov w sezonie, który zakończył się jej spadkiem do III ligi. Obecnie prowadzi Baník Sokolov.